# .480 Ruger
.480 Ruger или 12,1×33 мм — американский револьверный боеприпас. Боевой патрон использовался в охотничьих револьверах серий Ruger Super Redhawk и Taurus Raging Bull.

## История
Тяжелый револьвер Ruger Super Redhawk с 1986 года использовал патроны .44 Magnum, но в 2003 году разработчиками компаний Sturm, Ruger & Co. и Hornady решено было создать новый "фирменный" патрон с более комфортной отдачей, взял за основу характеристики известного на тот период .475 Linebaugh. Все началось с 2001 года, когда Sturm Ruger вступил в сговор с Hornady, чтобы в дальнейшем использовать их опыт в области производства боеприпасов для создания первого патрона под брендом Ruger — .480 Ruger.  В процессе разработки были внесены изменения в геометрических параметрах и баллистике: гильза с полузакраиной и прямыми стенками укорочена с 1,400" (как у .475 Linebaugh) до 1,285", а пороховой заряд соответственно уменьшен, производительность незначительно снижена по сравнению с исходным патроном, с максимальной скорости заряжания 1450 футов в секунду до 1400, хотя имеется непропорциональное и долгожданное снижение отдачи. Интересный факт, что диаметр капсюли остался прежним, .475", хотя в названии патрона была использована номенклатура .480. 

## Конструкция
Имеет латунную гильзу цилиндрической формы, рассчитанную на максимальное давление 48 000 psi.